# Массовое убийство в Сане
Массовое убийство в Сане произошло 30 марта 1997 года, когда 48-летний ветеран войны в Афганистане, Мохаммед Ахман аль-Назари, открыл стрельбу по учащимся и сотрудникам школы Талаи в районе Асбахи. Вооружившись незаконно приобретенным автоматом АК-47, Назари выстрелом в голову убил директора школы, после чего застрелил работника столовой, ранил прибежавшего на звук выстрелов водителя автобуса и пошел от класса к классу, стреляя по находившимся там школьникам и учителям. Выйдя из школы Талаи, Назари отправился в близлежащую школу Муса ибн Нусаир, где также стрелял в кого попало, до тех пор пока не был обезврежен полицейскими. Всего от рук Назари погибло шесть и было ранено 12 человек.
Назари, чьи пятеро детей учились в школе Талаи, заявил, что одна из его дочерей была изнасилована сотрудником администрации школы, но доказательств этого не было найдено. Ранее Назари работал водителем автобуса, однако незадолго до стрельбы был уволен по неизвестной причине.
Назари был признан вменяемым и предстал перед судом 31 марта — на следующий день после стрельбы. В тот же день суд приговорил Назари к расстрелу. Приговор был приведен в исполнение на пустыре недалеко от одной из школ 5 апреля 1997 года.